# Janez Balažic
Janez Balažic, slovenski umetnostni zgodovinar, muzealec in urednik, * 21. avgust 1958, Murska Sobota.

## Življenje in delo
Diplomiral je z nalogo Slikarska delavnica Janeza Akvile na ljubljanski Filozofski fakulteti 1997 in tam leta 2009 tudi doktoriral z disertacijo Stensko slikarstvo v dobi Luksemburžanov v zahodnem panonskem prostoru.
Med 1987 in 1989 je delal kot kustos galerist v Pokrajinskem muzeju Ptuj, nato je med 1989 in 2010 služboval kot kustos in muzejski svetovalec v Pokrajinskem muzeju Murska Sobota. Od 2010 predava umetnostno zgodovino na Pedagoški fakulteti Univerze v Mariboru. 
Proučuje umetnost srednjega veka v srednji Evropi, posebej gotsko stensko slikarstvo in obravnava izbrane téme iz umetnosti 19. in 20. stoletja, muzeologije ter sodobne umetnosti. Bil je pobudnik  več strokovnih srečanj, urednik zbirke Monumenta Pannonica (1992–2004) pri Pomurski založbi ter Zbornika soboškega muzeja(1998–2005).

## Nagrade in priznanja
- Nagrada za kulturo Občine Murska Sobota (1988)
- Posebno priznanje Evropskega muzejskega foruma (European Museum of the Year Award) Pokrajinskemu muzeju Murska Sobota za stalno razstavo (član avtorske ekipe; 1999)
- Častni občan Občine Moravske Toplice (2010)

### Priznanje Izidorja Cankarja
- za raziskave srednjeveškega slikarstva (2001)
- za razstavni projekt Umetnine iz Prekmurja. Od romanike do modernizma (2010)

### PlaketaMestne občine Murska Sobota
- za stalno razstavo Pokrajinskega muzeja Murska Sobota (član avtorske ekipe; 1998)
- za posebne dosežke na področju kulture (2002)

### Valvasorjevo priznanje
- za stalno razstavo Pokrajinskega muzeja Murska Sobota (član avtorske ekipe; 1998)[2]
- za občasno razstavo Umetnine iz Prekmurja, od romanike do modernizma, v Pokrajinskem muzeju Murska Sobota, od 5. februarja do 30. maja 2009[3]

### Knjige (monografske edicije)
- Zveni podob. Izbrani pogledi na prekmursko umetnost, Murska Sobota (Franc-Franc; Knjižna zbirka Podobe Panonije), 2015. [COBISS.SI-ID 85528321]
- Likovna zbirka. Umetnostnozgodovinski značaj gornjeradgonske stalne likovne zbirke (Fine arts collection. The art-historical nature of the permanent fine arts collection in Gornja Radgona / Kunstsammlung. Zum Kunsthistorischen Charakter der ständigen Kunstsammlung in Gornja Radgona), Murska Sobota (Pomurski muzej), 2013. [COBISS.SI-ID 77650433]
- Murin park skulptur, Murska Sobota (Pomurski muzej) 2012. [COBISS.SI-ID 70966273]
- Pomurje. Umetnostnozgodovinski oris, Murska Sobota (Franc-Franc; Knjižna zbirka Podobe Panonije) 2011. [COBISS.SI-ID 68318465]
- Umetnine iz Prekmurja. Od romanike do modernizma (ed.), Murska Sobota (Pokrajinski muzej) 2009. [COBISS.SI-ID 62896641]
- Ludvik Vrečič: 1900–1945, Murska Sobota (Pomurska založba; Zbirka Monumenta Pannonica) 2000 (z Meto Gabršek Prosenc). [COBISS.SI-ID 45379841]
- Alojz Eberl: 1822–1887, Murski Sobota (Pokrajinski muzej) 1994. [COBISS.SI-ID 39652352]
- Turnišče. Zgodovinska in umetnostna podoba farne cerkve, Murska Sobota (Pomurska založba; Zbirka Panonika)1994 (z Marijanom Zadnikarjem). [COBISS.SI-ID 34888705]
- Johannes Aquila, Murska Sobota (Pomurska založba; Zbirka Panonika) 1992 (z Janezom Höflerjem). [COBISS.SI-ID 31276801]

### Članki (izbor)
- Novoodkrite stenske poslikave v nekdanjem ptujskem dominikanskem samostanu. Časopis za zgodovino in narodopisje, 2014, letn. 85/  n. v. 50, zv. 1/2, pp. 120–141. [COBISS.SI-ID 24695352]
- Wall-paintings and their character in the West Pannonia milieu. Art and architecture around 1400. Global and regional perspectives (ed. Marjeta Ciglenečki & Polona Vidmar), Maribor (Faculty of Arts)  2012, pp. 261–270. [COBISS.SI-ID 19735048]
- Stara soboška župnijska cerkev. Utrinki iz stoletne zgodovine stolnice v Murski Soboti, Murska Sobota (Stolna župnija svetega Nikolaja) 2012, pp. 27–37. [COBISS.SI-ID 19752968]
- Poslikava v kapeli sv. Helene v Šenkovcu. Zbornik za umetnostno zgodovino, Nova vrsta 2004/40, pp. 18–60. [COBISS.SI-ID 513162111]
- Gotske freske v župnijski cerkvi sv. Antona Puščavnika v Cerkvenjaku. Umetnostna kronika, 2003/ 1, pp. 2–8. [COBISS.SI-ID 512427647]
- Prvi izsledki o poslikavi prezbiterija župnijske cerkve v Šmartnem na Pohorju, "Hodil po zemlji sem naši ---": Marijanu Zadnikarju ob osemdesetletnici / Festschrift Marijan Zadnikar (ed. Alenka Klemenc),  Ljubljana (Založba ZRC, ZRC SAZU) 2001, pp. 139–157. [COBISS.SI-ID 18933805]
- Prekmurje na križišču umetnostnih tokov. Prekmurje na obrobju ali v stičišču evropskih komunikacij. Zbornik referatov z Znanstvene konference ob 80. obletnici priključitve Prekmurja k Sloveniji (ed. Janez Balažic & Metka Fujs), Murska Sobota (Zbornik soboškega muzeja, Posebna izdaja) 2000, pp. 183–194. [COBISS.SI-ID 3165747]
- Plečnik v Prekmurju. Kulturnozgodovinski oris. Arhitekt Jože Plečnik v Prekmurju (ed. Sonja Ana Hoyer), Ljubljana  (Knjižnica Slovenskega umetnostnozgodovinskega društva, 2), 1998, pp. 14–22, ilustr. [COBISS.SI-ID 22633826]
- Ciklus Ladislavove legende v Türju. Népek a Mura mentén /Völker an der Mur/ Ljudi uz Muru /Ljudje ob Muri  2 (ed. Katalin H. Simon), Zalaegerszeg (Göcseji Múzeum) 1998 pp. 115–122. [COBISS.SI-ID 22634082]
- Janez Akvila in poslikava v Martjancih, Zbornik soboškega muzeja, 1993/94, št. 3, pp. 77–92. [COBISS.SI-ID 56614400]
- Prispevki k razreševanju umetnostnozgodovinske problematike soboškega prezbiterija. Zbornik soboškega muzeja, 1990, št. 1, pp.  33–57. [COBISS.SI-ID 50050304]

### Intervju
- Iz pokrajine na prepihu. Pogovor z dr. Janezom Balažicem. Umetnostna kronika, 2009/ 24, pp. 53–61. [COBISS.SI-ID 30365741]
- Držal sem se strogih pozitivističnih načel. Pogovor z višjim kustosom soboškega muzeja Janezom Balažicem. Vestnik, 1.2. 2001, let. 53, št. 5, p. 10, [COBISS.SI-ID 3144755]